# Heinrich Nikolaus Gerber
Heinrich Nikolaus Gerber, auch: Nicolaus Gerber, (* 6. September 1702 in Wenigenehrich; † 6. August 1775 in Sondershausen) war ein deutscher Komponist und Organist, der zeitweilig von Johann Sebastian Bach unterrichtet wurde.

## Leben
Nikolaus Gerber erhielt ersten Musikunterricht von dem Organisten Bernhard Irrgang in Bellstedt. 1717 kam er auf die Schule in Mühlhausen, wo ihn das Spiel des dortigen Organisten Johann Friedrich Bach (um 1682–1730) stark beeindruckte. Seine schulische Ausbildung schloss er 1721 in Sondershausen ab. Dort unterrichtete ihn der Organist Johann Valentin Eckelt (1673–1732), unter dessen Anleitung erste Kompositionen entstanden. 1724 ging Gerber nach Leipzig, um Rechtswissenschaften zu studieren, und wurde dort auch Schüler von Johann Sebastian Bach, der ihn im Clavierspiel und Generalbass unterrichtete. Während dieser Zeit fertigte er Kopien zahlreicher Werke Bachs an.
1727 kehrte Gerber in seinen Heimatort zurück, und 1728 trat er eine Stelle als Organist in Heringen an; diese musste er aber schon nach einem Jahr wieder aufgeben, weil ein verheerender Brand die Stadt zerstört hatte. Vielfach (bis etwa 1740) musste Gerber sich zudringlichen Werbern entziehen, die ihn wegen seiner Körpergröße zum Dienst in der Preußischen Armee verpflichten wollten. 1731 wurde er zum Hoforganisten in Sondershausen ernannt, wo er fortan auch als Cembalist der Hofkapelle sowie als Clavier- und Kompositionslehrer wirkte; während dieser Tätigkeit traf er unter anderem mit Johann Adolf Scheibe und Johann Philipp Kirnberger zusammen. 1749 wurde er außerdem Hofsekretär in Sondershausen.
Gerber war verheiratet mit Auguste Christiane Gerber, geborene Hühne (1713–1757). Sein jüngerer Sohn, der als Musik-Lexikograph bekannt gewordene Ernst Ludwig Gerber (* 29. September 1746; † 30. Juni 1819), übernahm von ihm 1773 das Amt des Hoforganisten. Sein älterer Sohn Ludwig Friedemann Gerber (* 15. März 1739; † 23. Februar 1803) wurde Rektor der Stiftsschule in Ebeleben.

## Werk
Gerber komponierte zahlreiche Werke für Tasteninstrumente (Konzerte, Präludien und Fugen, Sonaten, Suiten, Inventionen und Choralbearbeitungen) sowie für Gesang (Motetten und Kantaten) und für Harfe. Ferner konstruierte er eine Strohfiedel mit Klaviatur und arbeitete an technischen Verbesserungen des Clavichords und der Orgel.